# سیارک ۶۴۶۴
سیارک ۶۴۶۴ (به انگلیسی: 6464 Kaburaki، نامگذاری:1994CK) شش هزار و چهارصد و شصت و چهارمین سیارک کشف شده‌است که در ۱ فوریه ۱۹۹۴ کشف شد.
قدر مطلق سیارک برابر ۱۲٫۰۰ است.